# Orites myrtoidea
Orites myrtoidea (radal enano, radal de hojas chicas, mirtillo o rada) es una especie de plantas de la familia de las proteáceas endémico de Chile, que se distribuye desde el río Maule, hasta el río Bio Bio.

## Descripción
Es un arbusto ramoso perennifolio que alcanza un tamaño  de hasta 2 m de altura. Las hojas las tiene dispuestas de forma alterna, y son glabras, de borde entero, lanceoladas, elípticas u oblongas. Las hojas miden de 1-2,5 x 0,3-1 cm, y son verde lustrosas en el haz y más glaucas en el envés, con pecíolos cortos, sin estípulas. Las inflorescencias se presentan en forma de racimo con flores hermafroditas de color blanco-amarillento. El fruto es un folículo leñoso y con dos valvas.

## Distribución y hábitat
Orites myrtoidea habita laderas rocosas en suelos de origen volcánico en sectores alto andinos en un rango actitudinal entre los 760 y 2.100 m. Forma poblaciones por lo general pequeñas siendo algunas menores a los 500m2. La mayor sub-población se encuentra en el parque nacional Laguna del Laja. Otras sub-poblaciones importantes están protegidas en el parque nacional Tolhuaca y la Reserva Nacional Bellotos del Melado. Las poblaciones del Valle del Maule y Alto Bío Bío han sido considerablemente reducidas por acción antrópica en el último tiempo.
Su distribución geográfica está restringido a menos de 15 localidades en Los Andes desde la provincia de Linares (35°57’S) en la VII región hasta la provincia de Malleco (38°00’S) en la IX región.

## Taxonomía
Orites myrtoidea fue descrita por (Poepp. & Endl.) Engl. y publicado en Die Natürlichen Pflanzenfamilien 3(1): 146, en el año 1889.
Sinonimia
- Embothrium myrtifolium Poepp. ex Meisn.
- Lomatia chilensis Gay
- Roupala myrtoidea Poepp. & Endl.[4]